# Monitor laser
Un monitor laser è un sistema optoelettronico che usa uno o più raggi laser (tipèicamente uno oppure tre, in questo caso rosso, verde e blu) per produrre un punto luminoso il quale, scandito tramite uno specchio poligonale (o, meno efficacemente, da sistemi optoelettronici) su uno schermo permette di riprodurre immagini mono o multicromatiche. Il sistema può funzionare con modalità simili ad uno schermo CRT (modulando cioè l'intensità dei raggi laser ad alta frequenza via via che  vengono scanditi i singoli punti dell'immagine) oppure ad un DLP.

## Storia
Proposta fin dal 1966 ma a quei tempi troppo costosa per essere implementata (ed a basse prestazioni con le tecnologie dell'epoca), inizia la sua storia commerciale negli anni '90 del XX secolo. Grazie al rapido sviluppo ed alla maturità delle tecnologie sprattutto laser, nel 2006 al CES di Las Vegas Novalux (sviluppatore di tecnologie laser a semiconduttori) presenta la sua sorgente d'illuminazione per schermi a retroproiezione.
Il primo sviluppo di una tecnologia laser commerciale è stato pubblicato lo stesso anno con l'intenzione della messa in commercio per il 2008 da Mitsubishi. Al CES 2008 viene presentato un modello di Laser TV a 65 pollici con risoluzione Full HD.
Entro la fine del 2008 negli Stati Uniti verrà presentato un modello di Laser Tv predisposto anche per la riproduzione di contenuti tridimensionali.
Nel 2011 sempre la Mitsubishi ha presentato il modello "L75-A91", caratterizzato da un display da 75" HD 3D, che consuma 128 Watt, per il debutto in Europa a un prezzo di 4.260 Euro per il preordine.
La statunitense HDI è stata la seconda azienda al mondo a puntare su questa tecnologia, arricchendola con la visualizzazione in 3D (per occhiali 3D polarizzati), presentando un televisore da 103 pollici che sarà commercializzato entro la fine del 2010.
Dal secondo decennio del terzo millennio il lasertv ha visto una sua maggiore implementazione come proiettore laser con focale ultra corta e tecnologia ALPD (Advanced Laser Phosphor Display), diventando di fatto un proiettore laser capace di rimanere a mezzo metro dal telo/monitor.

## Caratteristiche
La laser TV sarebbe in grado di riprodurre il 90% della gamma di colori visibili da un occhio umano.
Allo stesso tempo queste caratteristiche rendono tale tecnologia ideale anche per sostituire le lampade dei proiettori: i laser sostituiranno idealmente le lampade allo xeno o UHP tipiche di schermi con retroproiettore.

## Vantaggi
- Gamma cromatica doppia rispetto a plasma e LCD
- Consumi energetici inferiori del 75% rispetto ai monitor al plasma, la differenza si riduce rispetto a monitor LCD e in particolar modo rispetto ai CRT
- Sottile quanto un monitor LCD o al plasma
- Il laser mantiene la sua piena potenza negli anni, quindi l'immagine non perde progressivamente di qualità, come avviene in altre tecnologie come l'LCD

## Svantaggi
- Vita stimata di circa 50.000 ore, la metà rispetto a un monitor al plasma